# Novi Majur
Novi Majur is een plaats in de gemeente Pakrac in de Kroatische provincie Požega-Slavonië. De plaats telt 109 inwoners (2001).